# Juvenal Olmos
Juvenal Mario Olmos Rojas (* 4. Oktober 1962 in Santiago) ist ein ehemaliger chilenischer Fußballspieler. Mit Universidad Católica gewann der Mittelfeldspieler als Spieler zwei Meistertitel. Nach seiner aktiven Laufbahn war er als Trainer, unter anderem von 2003 bis 2005 für die Nationalmannschaft, tätig.

## Karriere

### Verein
Juvenal Olmos debütierte bei Universidad Católica 1981 und feierte mit dem Klub, zu dem er 1987 und 1994 jeweils zurückkehrte, zwei Meisterschaften, drei Pokalsiege und den Sieg in der Copa Interamericana. Im Finale der Copa Interamericana gegen Deportivo Saprissa aus Costa Rica erzielte er im Rückspiel den Ausgleichstreffer in der 92. Spielminute. In der Verlängerung gewannen die Cruzados aus Chiles Hauptstadt die Partie und so den internationalen Titel. Auslandserfahrung sammelte Olmos 1985 bis 1986 in Europa beim belgischen Klub KSV Waregem und 1989 bis 1990 beim CD Irapuato in Mexiko.

### Nationalmannschaft
Mit der U23-Auswahl nahm Juvenal Olmos an den Olympischen Spielen 1984 teil. Nach dem zweiten Platz in der Gruppenphase hinter dem späteren Olympiasieger Frankreich schied das von Pedro Morales trainierte Chile im Viertelfinale gegen Italien nach Verlängerung aus.
Sein Debüt in der A-Nationalmannschaft feierte Juvenal Olmos im April 1989 unter Trainer Orlando Aravena beim Freundschaftsspiel gegen Argentinien. Im gleichen Jahr nahm Olmos an der Copa América 1989, wo Chile nach zwei Siegen und zwei Niederlagen in der Gruppenphase wegen des schlechteren Torverhältnisses gegenüber Uruguay ausschied, teil. Bei den beiden Siegen gegen Bolivien und Ecuador erzielte Olmos jeweils die 1:0-Führung. Der 2:1-Erfolg im Gruppenspiel über Ecuador war sein zehntes und zugleich letztes Länderspiel.

### Trainer
Bei seiner ersten professionellen Trainerstation Unión Española hatte Juvenal Olmos direkt in seiner ersten Saison Erfolg und wurde Meister der Primera B. Bei Universidad Católica konnte er die Apertura 2002 gewinnen sowie in der Clausura 2002 ins Finale einziehen. Durch die Erfolge wurde Olmos Trainer der Nationalmannschaft Chiles. Dort war er weniger erfolgreich. Bei der Copa América 2004 schied Chile als Gruppenletzter mit nur einem Punkt aus drei Spielen aus und in der Qualifikation für die Fußball-Weltmeisterschaft 2006 wurde er fünf Spieltage vor Ende durch das drohende Ausscheiden vorzeitig entlassen. Chile wurde letztlich siebter der Südamerika-Gruppe und qualifizierte sich nicht für das Endturnier in Deutschland.
Danach arbeitete der frühere Nationalspieler noch bei den Newell’s Old Boys in Argentinien und beim chilenischen Klub Everton. Nach jahrelanger Pause auf der Trainerbank  – bedingt durch seine Arbeit beim Fernsehen – trainierte er 2018 den CD Veracruz aus Mexiko, bei dem er in sieben Spielen nur zwei Punkte holte und im Oktober wieder entlassen wurde.

## Erfolge

### Spieler
Universidad Católica
- Chilenischer Meister: 1984, 1987
- Chilenischer Pokalsieger: 1983, 1995
- Copa Républica: 1984
- Copa Interamericana: 1994

### Trainer
Everton
- Chilenischer Zweitliga-Meister: 1999

Universidad Católica
- Chilenischer Meister: 2002-A